# Star Wars: Geschichten
Star Wars: Geschichten (Originaltitel: Star Wars: Tales) ist eine US-amerikanische Computeranimationsserie von Dave Filoni im Anthologie-Format und behandelt in kurzen Episoden jeweils verschiedene Charaktere des Star-Wars-Universums von George Lucas.
Die Serie startete am 26. Oktober 2022 mit der ersten Staffel Geschichten der Jedi auf dem Streamingdienst Disney+ veröffentlicht. Die zweite Staffel Geschichten des Imperiums folgte am 4. Mai 2024; die dritte Staffel Geschichten der Unterwelt erschien am 4. Mai 2025.

## Handlung
Inhaltlich teilt sich die erste Staffel in zwei Stränge auf: Drei Folgen drehen sich um die Vergangenheit und Herkunft von Ahsoka Tano, die teilweise vor ihrer Einführung in Star Wars: The Clone Wars und teilweise danach spielen. Der zweite Handlungsstrang folgt Count Dooku, wie er sich langsam vom Pfad der Jedi entfernt und schließlich der dunklen Seite der Macht verfällt. Ebenso wird die Beziehung zu seinem Padawan Qui-Gon Jinn ergründet.
Die zweite Staffel teilt sich ebenfalls in zwei Handlungsstränge: Ein Strang behandelt die Geschichte von Morgan Elsbeth, zunächst als Überlebende des Massakers an ihrem Volk, ehe sie in die Dienste ihres späteren Meisters Großadmiral Thrawn tritt. Der zweite Handlungsstrang folgt der ehemaligen Jedi Barriss Offee und ihrem weiteren Werdegang in der imperialen Inquisition unter der Initiative des Großinquisitors.
Die dritte Staffel folgt erneut zwei Handlungssträngen: Der erste Handlungsstrang dreht sich um die ehemalige Jedi-Attentäterin, nun Kopfgeldjägerin Asajj Ventress, während der zweite Handlungsstrang sich auf den berüchtigten Kopfgeldjäger Cad Bane konzentriert.

## Synchronisation
Die deutschsprachige Synchronfassung der ersten Staffel entstand nach Dialogbüchern von Robin Kahnmeyer und unter der Dialogregie von Christian Press bei SDI Media Germany. Die Synchronfassungen der zweiten und dritten Staffel wurden bei Iyuno Germany produziert, die Dialogbücher schrieben Nathan Bechhofer (Staffel 2) und Katharina Trachte (Staffel 3), die Dialogregie übernahmen Kahnmeyer sowie Bernhard Völger (Staffel 3).
Hierfür wurden die Sprecher der Filme und Serien erneut dazu verpflichtet, ihre Figuren auch in der Serie zu sprechen. Dazu zählen etwa Friedhelm Ptok als Darth Sidious, Philipp Moog als Obi-Wan Kenobi, Helmut Gauß als Mace Windu, Wanja Gerick als Anakin Skywalker, Martin Keßler als Klonkrieger, Tom Vogt als Bail Organa, Rainer Doering als General Grievous, Josephine Schmidt als Ahsoka Tano und Claudia Urbschat-Mingues als Asajj Ventress. 
Ebenso Oliver Stritzel als Cad Bane, Heide Domanowski als Bo-Katan Kryze, Thomas Nero Wolff als Admiral Thrawn, Frank Kirschgens als Rukh, Anke Reitzenstein als Morgan Elsbeth, Alexander Brem als Großinquisitor, Katja Amberger als Vierte Schwester und Hanns-Jörg Krumpholz als Gilad Pellaeon wurden erneut verpflichtet. Andere Figuren wurden hingegen neubesetzt, wobei Antje von der Ahe die Rolle der Yaddle erstmalig nach dem Videospiel Lego Star Wars: Die Skywalker Saga erneut übernahm.
| Rollenname                      | Hauptrolle (Episoden) | Nebenrolle (Episoden) | Originalsprecher         | Deutscher Sprecher       |
| ------------------------------- | --------------------- | --------------------- | ------------------------ | ------------------------ |
| Count Dooku / Darth Tyranus     | 1.02–1.04             |                       | Corey Burton             | Sebastian Walch          |
| Ahsoka Tano                     | 1.05–1.06             | 1.01                  | Ashley Eckstein          | Josephine Schmidt        |
| Morgan Elsbeth                  | 2.01                  |                       | Cathy Ang (jung)         | Jana Gries               |
| Morgan Elsbeth                  | 2.02–2.03             |                       | Diana Lee Inosanto       | Anke Reitzenstein        |
| Barriss Offee                   | 2.04–2.06             |                       | Meredith Salenger        | Lin Gothoni              |
| Asajj Ventress                  | 3.01–3.03             |                       | Nika Futterman           | Claudia Urbschat-Mingues |
| Colby / Cad Bane                | 3.04                  |                       | A.J. LoCascio (jung)     | Patrick Keller           |
| Colby / Cad Bane                | 3.05–3.06             |                       | Corey Burton             | Oliver Stritzel          |
| Pav-ti                          |                       | 1.01                  | Janina Gavankar          | Marieke Oeffinger        |
| Qui-Gon Jinn                    |                       | 1.02                  | Micheál Richardson       | Bernhard Völger          |
| Qui-Gon Jinn                    | 1.04                  | Liam Neeson           |                          | Bernhard Völger          |
| Jocasta Nu                      |                       | 1.03–1.04             | Flo Di Re                | Eva-Maria Werth          |
| Mace Windu                      |                       | 1.03, 1.05            | Terrence C. Carson       | Helmut Gauß              |
| Ki-Adi-Mundi                    |                       | 1.03                  | Brian George             | Frank Ciazynski          |
| Sheev Palpatine / Darth Sidious |                       | 1.04                  | Ian McDiarmid            | Friedhelm Ptok           |
| Yaddle                          |                       | 1.04                  | Bryce Dallas Howard      | Antje von der Ahe        |
| Captain Rex                     |                       | 1.05–1.06             | Dee Bradley Baker        | Martin Keßler            |
| Jesse                           | 1.05                  |                       | Dee Bradley Baker        | Martin Keßler            |
| Klonsoldaten                    | 1.06, 2.04            |                       | Dee Bradley Baker        | Martin Keßler            |
| Obi-Wan Kenobi                  |                       | 1.05, 3.01            | James Arnold Taylor      | Philipp Moog             |
| Anakin Skywalker                |                       | 1.05                  | Matt Lanter              | Wanja Gerick             |
| Inquisitor                      |                       | 1.06, 2.04            | Clancy Brown             | Milton Welsh             |
| Bail Organa                     |                       | 1.06                  | Phil LaMarr              | Tom Vogt                 |
| General Grievous                |                       | 2.01                  | Matthew Wood             | Rainer Doering           |
| Wing                            |                       | 2.02–2.03             | Wing T. Chao             | Harald Schrott           |
| Admiral Thrawn                  |                       | 2.02                  | Lars Mikkelsen           | Thomas Nero Wolff        |
| Captain Gilad Pellaeon          |                       | 2.02                  | Xander Berkeley          | Hanns-Jörg Krumpholz     |
| Moff Isdain                     |                       | 2.02                  | Tom Konkle               | Frank Muth               |
| Rukh                            |                       | 2.02                  | Warwick Davis            | Frank Kirschgens         |
| Bo-Katan Kryze                  |                       | 2.03                  | Katee Sackhoff           | Heide Domanowski         |
| Lyn Rakish / Vierte Schwester   |                       | 2.04–2.06             | Rya Kihlstedt            | Katja Amberger           |
| Großinquisitor                  |                       | 2.04                  | Jason Isaacs             | Alexander Brem           |
| Lyco Strata                     |                       | 3.01–3.03             | Lane Factor              | Sebastian Fitzner        |
| Quinlan Vos                     |                       | 3.01                  | Al Rodrigo               | Nils Nelleßen            |
| Mutter Talzin                   |                       | 3.01                  | Barbara Goodson          | Heike Schroetter         |
| Latts Razzi                     |                       | 3.02                  | Clare Grant              | Lisa May-Mitsching       |
| Großvater                       |                       | 3.03                  | Tony Amendola            | Erich Räuker             |
| Lazlo                           |                       | 3.04–3.05             | Philip Anthony-Rodriguez | Boris Tessmann           |
| Niro                            |                       | 3.05–3.06             | Artt Butler              | Bernhard Völger          |
| Niro                            |                       | 3.04                  | Eric Lopez (jung)        | Tom Sielemann            |

## Chronologie
Zeitlich spielt die erste Staffel vor, bzw. während den Kinofilmen Star Wars: Episode I – Die dunkle Bedrohung (1999) und Star Wars: Episode III – Die Rache der Sith (2005). Die zweite Staffel deckt mit dem Aufstieg des Galaktischen Imperiums neben der aus Staffel 1, zusätzlich auch die Zeitlinie nach Die Rache der Sith ab. 
| Die dunkle Bedrohung |                   |                   |                   |                   |                   |                   |               | I             |               |               |               |               |                          |                          |                          |                          |                          |                          |                          |                         |                         |                         |                         |                         |                         |                         |                         |                   |                   |                   |                         |                         |                         |                         |
| Angriff der Klonkrieger |                   |                   |                   |                   |                   |                   |               |               |               | II            |               |               |                          |                          |                          |                          |                          |                          |                          |                         |                         |                         |                         |                         |                         |                         |                         |                   |                   |                   |                         |                         |                         |                         |
| Die Rache der Sith |                   |                   |                   |                   |                   |                   |               |               |               |               |               | III           |                          |                          |                          |                          |                          |                          |                          |                         |                         |                         |                         |                         |                         |                         |                         |                   |                   |                   |                         |                         |                         |                         |
| Krieg der Sterne |                   |                   |                   |                   |                   |                   |               |               |               |               |               |               |                          |                          |                          |                          |                          |                          |                          |                         |                         | IV                      | IV                      |                         |                         |                         |                         |                   |                   |                   |                         |                         |                         |                         |
| Das Imperium schlägt zurück |                   |                   |                   |                   |                   |                   |               |               |               |               |               |               |                          |                          |                          |                          |                          |                          |                          |                         |                         |                         |                         |                         | V                       |                         |                         |                   |                   |                   |                         |                         |                         |                         |
| Die Rückkehr der Jedi-Ritter |                   |                   |                   |                   |                   |                   |               |               |               |               |               |               |                          |                          |                          |                          |                          |                          |                          |                         |                         |                         |                         |                         |                         | VI                      |                         |                   |                   |                   |                         |                         |                         |                         |
| Das Erwachen der Macht |                   |                   |                   |                   |                   |                   |               |               |               |               |               |               |                          |                          |                          |                          |                          |                          |                          |                         |                         |                         |                         |                         |                         |                         |                         |                   |                   |                   |                         | VII                     |                         |                         |
| Die letzten Jedi |                   |                   |                   |                   |                   |                   |               |               |               |               |               |               |                          |                          |                          |                          |                          |                          |                          |                         |                         |                         |                         |                         |                         |                         |                         |                   |                   |                   |                         |                         | VIII                    |                         |
| Der Aufstieg Skywalkers |                   |                   |                   |                   |                   |                   |               |               |               |               |               |               |                          |                          |                          |                          |                          |                          |                          |                         |                         |                         |                         |                         |                         |                         |                         |                   |                   |                   |                         |                         |                         | IX                      |
| Rogue One |                   |                   |                   |                   |                   |                   |               |               |               |               |               |               |                          |                          | a)                       |                          |                          |                          |                          |                         | R1                      |                         |                         |                         |                         |                         |                         |                   |                   |                   |                         |                         |                         |                         |
| Solo |                   |                   |                   |                   |                   |                   |               |               |               |               |               |               |                          |                          | a)                       |                          | S                        |                          |                          |                         |                         |                         |                         |                         |                         |                         |                         |                   |                   |                   |                         |                         |                         |                         |
| Die Abenteuer der jungen Jedi | YJA               |                   |                   |                   |                   |                   |               |               |               |               |               |               |                          |                          |                          |                          |                          |                          |                          |                         |                         |                         |                         |                         |                         |                         |                         |                   |                   |                   |                         |                         |                         |                         |
| The Clone Wars (+ Kinofilm) |                   |                   |                   |                   |                   |                   |               |               |               | TCW           | TCW           | TCW           |                          |                          |                          |                          |                          |                          |                          |                         |                         |                         |                         |                         |                         |                         |                         |                   |                   |                   |                         |                         |                         |                         |
| The Bad Batch |                   |                   |                   |                   |                   |                   |               |               |               |               |               | TBB           | TBB                      |                          |                          |                          |                          |                          |                          |                         |                         |                         |                         |                         |                         |                         |                         |                   |                   |                   |                         |                         |                         |                         |
| Rebels |                   |                   |                   |                   |                   |                   |               |               |               |               |               |               |                          |                          |                          |                          |                          |                          |                          | Rebels                  | Rebels                  |                         |                         |                         |                         |                         | b)                      |                   |                   |                   |                         |                         |                         |                         |
| Resistance |                   |                   |                   |                   |                   |                   |               |               |               |               |               |               |                          |                          |                          |                          |                          |                          |                          |                         |                         |                         |                         |                         |                         |                         |                         |                   |                   |                   | Resistance              | Resistance              | Resistance              | Resistance              |
| The Acolyte |                   |                   | c)                |                   | TA                |                   |               |               |               |               |               |               |                          |                          |                          |                          |                          |                          |                          |                         |                         |                         |                         |                         |                         |                         |                         |                   |                   |                   |                         |                         |                         |                         |
| Obi-Wan-Kenobi |                   |                   |                   |                   |                   |                   |               |               |               |               |               |               |                          |                          |                          |                          |                          | K                        |                          |                         |                         |                         |                         |                         |                         |                         |                         |                   |                   |                   |                         |                         |                         |                         |
| Andor |                   |                   |                   |                   |                   |                   |               |               |               |               |               |               |                          |                          |                          |                          |                          |                          |                          | Andor                   | Andor                   |                         |                         |                         |                         |                         |                         |                   |                   |                   |                         |                         |                         |                         |
| The Mandalorian |                   |                   |                   |                   |                   |                   |               |               |               |               |               |               |                          |                          |                          |                          |                          |                          |                          |                         |                         |                         |                         |                         |                         |                         |                         |                   | M                 |                   |                         |                         |                         |                         |
| Das Buch von Boba Fett |                   |                   |                   |                   |                   |                   |               |               |               |               |               |               |                          |                          |                          |                          |                          |                          |                          |                         |                         |                         |                         |                         |                         | c)                      | c)                      |                   | BF                |                   |                         |                         |                         |                         |
| Ahsoka |                   |                   |                   |                   |                   |                   |               |               |               |               |               |               |                          |                          |                          |                          |                          |                          |                          |                         |                         |                         |                         |                         |                         |                         |                         |                   | A                 |                   |                         |                         |                         |                         |
| Skeleton Crew |                   |                   |                   |                   |                   |                   |               |               |               |               |               |               |                          |                          |                          |                          |                          |                          |                          |                         |                         |                         |                         |                         |                         |                         |                         |                   | SC                |                   |                         |                         |                         |                         |
| Ära | Die Hohe Republik | Die Hohe Republik | Die Hohe Republik | Die Hohe Republik | Die Hohe Republik | Die Hohe Republik | Fall der Jedi | Fall der Jedi | Fall der Jedi | Fall der Jedi | Fall der Jedi | Fall der Jedi | Herrschaft des Imperiums | Herrschaft des Imperiums | Herrschaft des Imperiums | Herrschaft des Imperiums | Herrschaft des Imperiums | Herrschaft des Imperiums | Herrschaft des Imperiums | Zeitalter der Rebellion | Zeitalter der Rebellion | Zeitalter der Rebellion | Zeitalter der Rebellion | Zeitalter der Rebellion | Zeitalter der Rebellion | Zeitalter der Rebellion | Zeitalter der Rebellion | Die Neue Republik | Die Neue Republik | Die Neue Republik | Aufstieg der 1. Ordnung | Aufstieg der 1. Ordnung | Aufstieg der 1. Ordnung | Aufstieg der 1. Ordnung |
| _ Prequel-Trilogie (Episoden I–III) _ Original-Trilogie (Episoden IV–VI) _ Sequel-Trilogie (Episoden VII–IX) _ A-Star-Wars-Story-Filme _ (kanonische) Animations-Serien _ (kanonische) Real-Serien |                   |                   |                   |                   |                   |                   |               |               |               |               |               |               |                          |                          |                          |                          |                          |                          |                          |                         |                         |                         |                         |                         |                         |                         |                         |                   |                   |                   |                         |                         |                         |                         |
| Die Folgen der Serien Die Mächte des Schicksals und Geschichten der Jedi spielen jeweils zu unterschiedlichen Zeitpunkten, sodass eine Auflistung in der Tabelle nicht sinnvoll möglich ist. Ebenfalls nicht aufgelistet sind Miniserien, Kurzgeschichten, Comics, Bücher und andere Begleitwerke des offiziellen Star-Wars-Kanons sowie der Themenpark Star Wars: Galaxy’s Edge (zwischen VIII und IX). Zur schematischen Einordnung der Handlungen wird die fiktive Zeitrechnung des Star-Wars-Universums verwendet. Diese unterscheidet zwischen den Jahren vor der Schlacht von Yavin (VSY) und nach der Schlacht von Yavin (NSY). Die Schlacht von Yavin IV bildet das Ende von Krieg der Sterne (1977), bei dem Luke Skywalker und die Rebellenallianz den ersten Todesstern zerstören. |                   |                   |                   |                   |                   |                   |               |               |               |               |               |               |                          |                          |                          |                          |                          |                          |                          |                         |                         |                         |                         |                         |                         |                         |                         |                   |                   |                   |                         |                         |                         |                         |
| a) Prolog, b) Epilog, c) Rückblenden |                   |                   |                   |                   |                   |                   |               |               |               |               |               |               |                          |                          |                          |                          |                          |                          |                          |                         |                         |                         |                         |                         |                         |                         |                         |                   |                   |                   |                         |                         |                         |                         |

## Episodenliste

### Geschichten der Jedi (Staffel 1)
| Nr. (ges.) | Nr. (St.) | Deutscher Titel         | Originaltitel          | Erstveröffentlichung USA | Deutschsprachige Erstveröffentlichung (D/A/CH) | Regie                | Drehbuch                     |
| --- | --------- | ----------------------- | ---------------------- | ------------------------ | ---------------------------------------------- | -------------------- | ---------------------------- |
| 1 | 1         | Leben und Tod           | Life and Death         | 26. Okt. 2022            | 26. Okt. 2022                                  | Nathaniel Villanueva | Dave Filoni                  |
| In einem kleinen idyllischen Dorf auf dem Planeten Shili wird das Togruta-Mädchen Ahsoka Tano geboren. Etwa ein Jahr später wird sie von ihrer Mutter Pav-Ti zu einem Jagdritual in den Wald mitgenommen, wo beide von einem wilden Tier angegriffen werden. Mithilfe der Macht gelingt es der kleinen Ahsoka, das Tier zu besänftigen. Die Dorfälteste erkennt, dass Ahsoka die Macht nutzen kann und verkündet, dass das Mädchen eine Jedi sei. |           |                         |                        |                          |                                                |                      |                              |
| 2 | 2         | Gerechtigkeit           | Justice                | 26. Okt. 2022            | 26. Okt. 2022                                  | Saul Ruiz            | Dave Filoni                  |
| Der Jedi-Meister Count Dooku und sein Schüler Qui-Gon Jinn besuchen einen einsamen Planeten, der von Korruption geprägt ist. Bei ihrer Suche nach dem entführten Sohn eines korrupten Senators entdecken sie eine Hand voll aufständischer Bürger, die den Jungen als Druckmittel verschleppt haben. Dieser entpuppt sich jedoch als Anhänger dieser Widerständler und konfrontiert später seinen eintreffenden Vater mit der Bitte, die Korruption zu beenden. |           |                         |                        |                          |                                                |                      |                              |
| 3 | 3         | Entscheidungen          | Choices                | 26. Okt. 2022            | 26. Okt. 2022                                  | Charles Murray       | Charles Murray & Élan Murray |
| Count Dooku und der Jedi-Meister Mace Windu ermitteln im Mordfall eines getöteten Jedi. |           |                         |                        |                          |                                                |                      |                              |
| 4 | 4         | Der Sith-Lord           | The Sith Lord          | 26. Okt. 2022            | 26. Okt. 2022                                  | Saul Ruiz            | Dave Filoni                  |
| Während der Ereignisse von Star Wars: Episode I – Die dunkle Bedrohung erfährt Count Dooku vom tödlichen Kampf zwischen Darth Maul und Qui-Gon Jinn. Dooku, der bereits im Geheimen der Schüler des Sith-Lords Darth Sidious geworden ist, löscht im Archiv der Jedi den Eintrag des Planeten Kamino, um zu vertuschen, dass dort an der geheimen Klonarmee gearbeitet wird. Die Jedi-Meisterin Yaddle kommt Dooku auf die Schliche und stellt sich ihm und Darth Sidious. Sie wird von Dooku getötet, was seinen Übertritt zur dunklen Seite der Macht abschließt. |           |                         |                        |                          |                                                |                      |                              |
| 5 | 5         | Übung macht den Meister | Practice Makes Perfect | 26. Okt. 2022            | 26. Okt. 2022                                  | Saul Ruiz            | Dave Filoni                  |
| Anakin Skywalker trainiert seine Schülerin Ahsoka Tano im Umgang mit der Macht und dem Lichtschwert. Dabei verwendet er teils harte, aber effiziente Lehrmethoden. |           |                         |                        |                          |                                                |                      |                              |
| 6 | 6         | Ausklang                | Resolve                | 26. Okt. 2022            | 26. Okt. 2022                                  | Saul Ruiz            | Dave Filoni                  |
| Ahsoka Tano wohnt kurz nach dem Fall der Republik und der Machtergreifung durch Imperator Palpatine der Beerdigung von Padmé Amidala bei. Später ist Ahsoka Teil einer kleinen Dorfgemeinschaft. Nachdem sie einen imperialen Inquisitor töten kann, willigt sie auf Anfrage von Bail Organa ein, diesen im Kampf gegen das Imperium zu unterstützen. |           |                         |                        |                          |                                                |                      |                              |

### Geschichten des Imperiums (Staffel 2)
| Nr. (ges.) | Nr. (St.) | Deutscher Titel     | Originaltitel     | Erstveröffentlichung USA | Deutschsprachige Erstveröffentlichung (D/A/CH) | Regie                | Drehbuch                           |
| --- | --------- | ------------------- | ----------------- | ------------------------ | ---------------------------------------------- | -------------------- | ---------------------------------- |
| 7 | 1         | Der Pfad der Angst  | The Path of Fear  | 4. Mai 2024              | 4. Mai 2024                                    | Nate Villanueva      | Dave Filoni & Amanda Rose Muñoz    |
| Die junge Nachtschwester Morgan Elsbeth muss mit ansehen, wie die Separatisten angeführt von General Grievous ihr Volk auf ihrem Heimatplaneten Dathomir auslöschen. Als scheinbar einzige Überlebende kommt sie beim Bergclan unter, doch ihre neu gewonnene Ansicht bringt sie in Konflikt mit den anderen. |           |                     |                   |                          |                                                |                      |                                    |
| 8 | 2         | Der Pfad der Wut    | The Path of Anger | 4. Mai 2024              | 4. Mai 2024                                    | Steward Lee          | Dave Filoni & Amanda Rose Muñoz    |
| Zu Zeiten der imperialen Herrschaft, verschafft sich Morgan Elsbeth einen Platz in der imperialen Rüstungsindustrie, wofür sie den Planeten Corvus ausbeutet und dessen Volk unter falschen Vorwänden in ein Sklaven-Dasein zwingt. Als sie einer Reihe hochrangiger Imperialer die Pläne für einen neuen TIE-Jäger vorstellt, diese sich jedoch weigern die Idee umzusetzen, erregt Elsbeth die Aufmerksamkeit von Captain Gilad Pellaeon, der sie nach einem Test an seinen kommandierenden Offizier Admiral Thrawn vermittelt. Thrawn akzeptiert das Angebot und Elsbeth schließt sich ihrem neuen Gebieter an. |           |                     |                   |                          |                                                |                      |                                    |
| 9 | 3         | Der Pfad des Hasses | The Path of Hate  | 4. Mai 2024              | 4. Mai 2024                                    | Nate Villanueva      | Dave Filoni & Amanda Rose Muñoz    |
| Die skrupellose Herrschaft von Elsbeth über Corvus bleibt nicht unbemerkt, als eine Botschafterin der Neuen Republik eintrifft. Da das Galaktische Imperium mittlerweile besiegt sei, wolle man einen Beitrittsantrag für Corvus stellen, jedoch müsse Morgan zurücktreten. Morgan im Gegenzug weigert sich und lässt die Delegation töten. Die sterbende Botschafterin, die selbst von Corvus stammt, vertraut dem Bewohner Wing einen Komlink an, der Kontakt zu Bo-Katan Kryze herstellt, doch auch der Komlink wird zerstört. |           |                     |                   |                          |                                                |                      |                                    |
| 10 | 4         | Hingabe             | Devoted           | 4. Mai 2024              | 4. Mai 2024                                    | Saul Ruiz            | Dave Filoni & Nicolas Anasatassiou |
| Nach dem Aufstieg des Galaktischen Imperiums und der Vernichtung der Republik, wird die abtrünnige Jedi und wegen eines Anschlags auf den Jedi-Tempel inhaftierte Barriss Offee aus dem Gefängnis nach Nur in die Inquisitorenfestung gebracht, wo sie das Angebot erhält, sich als Inquisitorin dem Imperium anzuschließen. Begleitet wird sie von Lyn Rakish, ebenfalls einer ehemaligen Jedi und als Vierte Schwester eine der imperialen Inquisitoren. Nach einem harten Training mit dem Großinquisitor und einem Zweikampf gegen einer ihrer Mitbewerber, kann sie sich behaupten und wird von Darth Vader persönlich in die Ränge der Inquisitoren aufgenommen. |           |                     |                   |                          |                                                |                      |                                    |
| 11 | 5         | Erkenntnis          | Realization       | 4. Mai 2024              | 4. Mai 2024                                    | Steward Lee          | Dave Filoni & Matt Michnovetz      |
| Als Barriss zu ihrer ersten Mission aufbricht und direkt mit ansehen muss, wie die Vierte Schwester eine Gruppe Zivilisten brutal abschlachtet, kommen ihr Zweifel an ihrem neuen Leben. Schließlich greift Barriss ein und wendet sich gegen ihre Mitinquisitorin, als diese eine flüchtige Jedi zum Sterben zurücklassen will. |           |                     |                   |                          |                                                |                      |                                    |
| 12 | 6         | Ausweg              | The Way Out       | 4. Mai 2024              | 4. Mai 2024                                    | Nathaniel Villanueva | Dave Filoni & Matt Michnovetz      |
| Ein Zeitsprung zeigt, dass eine sichtlich gealterte Barriss sich inzwischen als Eremitin in den Bergen einer verschneiten Welt zurückgezogen hat. Dort hilft sie einer Familie, die mit ihrem kleinen Sohn auf der Flucht vor dem Imperium sind. Nach langer Zeit wird sie plötzlich wieder mit der Vierten Schwester, die auf der Suche nach dem Kind ist, konfrontiert, der sie sich mit Erinnerung an ihr Training mit dem Großinquisitor mühelos behaupten kann. Ihrer alten Freundin ins Gewissen redend, gelingt es der Inquisitorin unbeabsichtigt, Barriss tödlich mit ihrem Lichtschwert zu treffen. Nachdem Barriss in ihren Armen gestorben ist, kommen allmählich auch ihr Zweifel an dem Imperium, woraufhin sie ihr Schwert achtlos in einer Eishöhle liegen lässt. |           |                     |                   |                          |                                                |                      |                                    |

### Geschichten der Unterwelt (Staffel 3)
| Nr. (ges.) | Nr. (St.) | Deutscher Titel          | Originaltitel          | Erstveröffentlichung USA | Deutschsprachige Erstveröffentlichung (D/A/CH) | Regie                | Drehbuch                      |
| ---------- | --------- | ------------------------ | ---------------------- | ------------------------ | ---------------------------------------------- | -------------------- | ----------------------------- |
| 13         | 1         | Ein Weg nach Vorne       | A Way Forward          | 4. Mai 2025              | 4. Mai 2025                                    | Saul Ruiz            | Dave Filoni & Matt Michnovetz |
| 14         | 2         | Freunde                  | Friends                | 4. Mai 2025              | 4. Mai 2025                                    | Steward Lee          | Dave Filoni & Matt Michnovetz |
| 15         | 3         | Von Kriegerin zu Krieger | One Warrior to Another | 4. Mai 2025              | 4. Mai 2025                                    | Nate Villanueva      | Dave Filoni & Matt Michnovetz |
| 16         | 4         | Ein gutes Leben          | The Good Life          | 4. Mai 2025              | 4. Mai 2025                                    | Saul Ruiz            | Dave Filoni & Matt Michnovetz |
| 17         | 5         | Eine glückliche Wendung  | A Good Turn            | 4. Mai 2025              | 4. Mai 2025                                    | Steward Lee          | Dave Filoni & Matt Michnovetz |
| 18         | 6         | Eine gute Tat            | One Good Deed          | 4. Mai 2025              | 4. Mai 2025                                    | Nathaniel Villanueva | Dave Filoni & Matt Michnovetz |

## Produktion

### Hintergrund

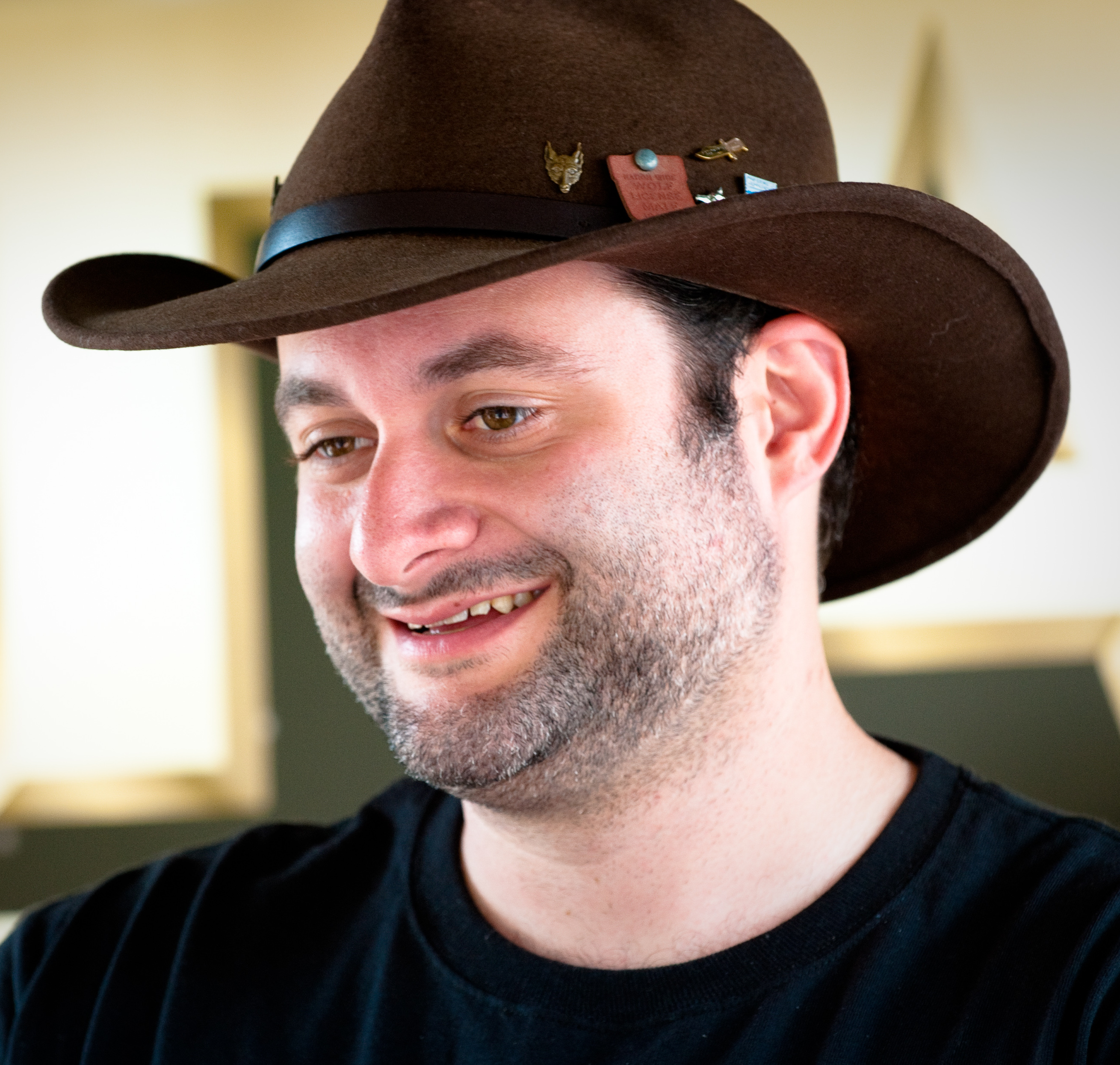
Serien-Schöpfer und Executive Producer Dave Filoni (2010)

Erste Ideen zur Serie entwickelte Dave Filoni bereits während der Arbeit an The Mandalorian, indem er Kurzgeschichten über verschiedene Jedi schrieb. Lucasfilm fragte daraufhin Filoni an, ob er diese Geschichten zu einer Serie umschreiben wolle, wonach den Beschäftigten von Lucasfilm im Dezember 2021 erstmals ein Logo präsentiert wurde.
Im April 2022 wurde die Serie von Lucasfilm bestätigt und für ein Panel auf der Star Wars Celebration 2022 verkündet.
Die Serie ist im selben Stil wie Star Wars: The Clone Wars und Star Wars: The Bad Batch animiert.

### Besetzung
In der Serie kehren zahlreiche bekannte Sprecher aus vorherigen Filmen und Serien zurück. So in der Originalfassung etwa Liam Neeson als Qui-Gon Jinn, während sein Sohn Micheál Richardson eine junge Version des Charakters vertont. Zudem sind unter anderem Ashley Eckstein, Matt Lanter, Dee Bradley Baker und Terrence C. Carson in ihren Paraderollen zu hören, während Janina Gavankar erstmals Ahsokas Mutter Pav-ti spricht. Letztere hatte bereits im Videospiel Star Wars Battlefront II (2017) die Rolle der Iden Versio inne.
Weitere zurückkehrende Sprecher umfassen James Arnold Taylor, Phil LaMarr, Corey Burton, Brian George und Ian McDiarmid als Darth Sidious, während Schauspielerin und Regisseurin Bryce Dallas Howard, die bereits einzelne Episoden von The Mandalorian und Das Buch von Boba Fett inszenierte, Jedi-Meisterin Yaddle vertont.
Mit Staffel 2 wurden erneut etablierte Sprecher und Schauspieler aus verschiedenen Star-Wars-Medien zur Vertonung ihrer Figuren verpflichtet, so etwa Meredith Salenger als gefallene Jedi Barriss Offee, die die Rolle bereits in The Clone Wars sprach, Jason Isaacs als Großinquisitor, Rya Kihlstedt als Vierte Schwester, bekannt aus der Miniserie Obi-Wan Kenobi, Matthew Wood als General Grievous, sowie Diana Lee Inosanto als Nachtschwester Morgan Elsbeth aus The Mandalorian und Lars Mikkelsen als Großadmiral Thrawn, zuletzt präsent in Rebels und Ahsoka.
Für Staffel 3 wurde vorab Nika Futterman als Asajj Ventress aus The Clone Wars und The Bad Batch bestätigt, während Burton auch Cad Bane seine Stimme leiht. Weitere bestätigte Sprecher umfassen Artt Butler, Lane Factor, AJ LoCascio, Clare Grant, Dawn-Lyen Gardner und Eric Lopez.

### Musik
Den Soundtrack der Serie komponiert Kevin Kiner, der in dieser Funktion bereits bei den anderen Animationsserien tätig war, in der zweiten Staffel erhielten seine Kinder Sean und Deana ebenfalls ein Credit als Co-Komponist.

### Marketing und Veröffentlichung
Erste Details zur Serie sowie zur Handlung wurden von Filoni während des Panels auf der Star Wars Celebration 2022 enthüllt, wo dem Publikum ein erster Teaser sowie die erste Episode gezeigt wurden. Veröffentlicht wurde die erste Staffel am 26. Oktober 2022 auf Disney+. Ein erster Trailer wurde am 10. September 2022 veröffentlicht. Auf der Star-Wars-Celebration 2023 wurde seitens Dave Filoni eine zweite Staffel bestätigt, dessen Trailer schließlich am 4. April 2024 vorgestellt wurde. Der Trailer zur dritten Staffel folgte am 2. April 2025.
Im Zuge einer Kollaboration von Star Wars und dem Videospiel Fortnite, konnte man die ersten beiden Folgen der dritten Staffel vorab innerhalb des Spiels sehen.